# Erin Cuthbert
Erin Cuthbert (* 19. Juli 1998 in Irvine) ist eine schottische Fußballspielerin, die seit 2016 für die schottische Fußballnationalmannschaft der Frauen spielt und bei der EM-Endrunde 2017 das erste Endrundentor der Schottinnen erzielte.

## Karriere

### Vereine
Cuthbert spielte von 2009 bis 2014 für die Mädchenmannschaften sowie die Ligamannschaft der Glasgow Rangers, wechselte dann zum Stadtrivalen Glasgow City LFC, mit dem sie 2015 und 2016 die schottische Meisterschaft, 2015 den Pokal und den Ligapokal gewann. Sie erzielte dabei 19 Tore und wurde als Spielerin des Jahres ausgezeichnet. Zur Saison 2017 wechselte sie ins südliche Nachbarland, um für die Chelsea Ladies zu spielen, mit denen sie 2017 die englische Frühlings-Meisterschaft gewann und mit vier Toren zu den drittbesten Torschützinnen gehörte.
Gegen Chelsea war sie mit Glasgow City in der UEFA Women’s Champions League 2015/16 im Sechzehntelfinale gescheitert. Vor ihrem Wechsel zu den Engländerinnen war sie mit Glasgow erneut in der UEFA Women’s Champions League 2016/17 gescheitert, diesmal am schwedischen Vizemeister Eskilstuna United. Mit Chelsea kam sie in der UEFA Women’s Champions League 2017/18 bis ins Halbfinale, verlor aber zweimal gegen den deutschen Meister VfL Wolfsburg. Beim 2:0-Sieg im Viertelfinale bei HSC Montpellier erzielte sie ihr erstes CL-Tor. 2017/18 konnte der Meistertitel verteidigt werden. In der UEFA Women’s Champions League 2018/19 wurde wieder das Halbfinale, wo der Titelverteidiger Olympique Lyon ein Tor mehr erzielte. Cuthbert erzielt in sieben Spielen vier Tore. In der Meisterschaft wurde Chelsea nur Dritter und verpasste so die UEFA Women’s Champions League 2019/20.
Beim COVID-19-bedingten Abbruch der FA Women’s Super League 2019/20 stand Chelsea auf dem zweiten Platz, hatte aber die beste Quote und wurde daher zum Meister erklärt. Mit den Londonerinnen unterlag sie in der Saison 2020/21 im Champions-League-Finale den Spielerinnen des FC Barcelona mit 0:4
In der UEFA Women’s Champions League 2021/22 belegte sie mit Chelsea in der erstmals ausgetragenen Gruppenphase hinter den punktgleichen Mannschaften des VfL Wolfsburg und Juventus Turin nur den dritten Platz, da sie im direkten Vergleich die schlechtere Tordifferenz hatten. Entscheidend dabei war die 0:4-Auswärtsniederlage gegen Wolfsburg am letzten Spieltag. Cuthbert kam bei den sechs Spielen zum Einsatz und erzielte ein Tor beim 2:1-Sieg gegen Juventus.

### Nationalmannschaften
Im August 2013 nahm sie mit der U-17-Nationalmannschaft in ihrer Heimat an der ersten Qualifikationsrunde für die U-17-Fußball-Europameisterschaft der Frauen 2014 teil und erzielte beim 5:1 gegen Montenegro das letzte Tor. Nach einem weiteren 5:1 gegen Nordirland verloren sie zwar mit 0:4 gegen Tschechien, erreichten aber als Gruppenzweite die zweite Runde. In dieser bereits zwei Monate später in Ungarn ausgetragenen Runde verloren sie zwar das erste Spiel gegen die Gastgeberinnen mit 3:4, mit einem 2:1 gegen Norwegen und einem 2:0 gegen Finnland, bei dem sie per Elfmeter das Führungstor erzielte, erreichten sie aber noch als Gruppensieger die Endrunde, da sie den direkten Vergleich gegen die punktgleichen Norwegerinnen gewonnen hatten. Ende November/Anfang Dezember 2013 nahm sie dann auch an der vorgezogenen Endrunde in England teil. Dort konnten sie aber nur beim torlosen Remis gegen den späteren Finalisten Spanien einen Punkt gewinnen. Gegen den späteren Gewinner Deutschland verloren sie zum Auftakt mit 2:4 und gegen Frankreich im letzten Spiel mit 0:1. Im Oktober 2014 nahm sie dann mit der Mannschaft in Kroatien an der ersten Qualifikationsrunde für die U-17-Fußball-Europameisterschaft der Frauen 2015 teil, die sie mit drei Siegen überstanden, wozu sie in jedem Spiel ein Tor beisteuerte. In der zweiten Runde im März 2015 in Polen gewannen sie zwar gegen die Gastgeberinnen und die Slowakei, verloren aber das dritte entscheidende Spiel gegen Frankreich mit 1:3 und waren auch nur viertbeste Gruppenzweite, so dass sie die Endrunde verpassten.
Im September 2015 nahm sie dann mit der U-19-Mannschaft an der ersten Qualifikationsrunde in Österreich für die U-19-Fußball-Europameisterschaft der Frauen 2016 teil. Nach einem 3:2 gegen die Ukraine und einem 4:2 gegen Albanien, gewannen sie das entscheidende Spiel gegen die Gastgeberinnen mit 2:1, wobei sie den Siegtreffer erzielte. In der zweiten Runde im April 2016 in Portugal konnten sie nur das erste Spiel gegen Griechenland mit 1:0 gewinnen. Nach einem 1:1 gegen die Gastgeberinnen hatten sie zwar noch die Chance durch einen Sieg gegen Frankreich die Endrunde zu erreichen, verloren aber mit 0:2 und schieden als Gruppendritte aus. Im September 2016 nahm sie mit der Mannschaft einen neuen Anlauf in der ersten Qualifikationsrunde in Albanien für die U-19-Fußball-Europameisterschaft der Frauen 2017. Nach einem 11:0 gegen die Gastgeberinnen, bei dem sie fünf Tore erzielte, und einem 8:0 gegen Zypern erkrankten neun schottische Spielerinnen an einer Magen-Darm-Erkrankung, so dass sie zum letzten Spiel gegen Serbien nicht mehr antreten konnten. Die UEFA wertete das Spiel dann zwar mit 0:3 gegen Serbien verloren, als zweitbeste Gruppenzweite erreichten sie aber dennoch die zweite Runde. Diese fand im April 2017 in Irland statt und mit drei Siegen erreichten die Schottinnen die Endrunde, die im August in Nordirland stattfinden soll. Dabei erzielte Cuthbert bei den beiden 2:1-Siegen gegen Irland und Finnland jeweils den Siegtreffer per Elfmeter und beim 5:0 gegen die Ukraine zwei Tore, so dass sie auf insgesamt zehn Tore in beiden Qualifikationsrunden kam. Für die Endrunde wurde sie dann aber nicht nominiert.
Bereits am 7. Juni 2016 hatte sie ihren ersten Einsatz in der A-Nationalmannschaft gehabt, als sie beim 1:0-Sieg gegen Belarus in der Qualifikation für die EM 2017 zur zweiten Halbzeit für Rachel Corsie eingewechselt wurde. Ihr erstes Tor für die A-Nationalmannschaft erzielte sie in ihrem dritten A-Länderspiel am 20. Januar 2017 beim 2:2 gegen Dänemark im Rahmen eines Trainingslagers auf Zypern. Im März 2017 nahm sie dann mit der Mannschaft am Zypern-Cup 2017 teil, wo sie zu zwei Startelfeinsätzen kam.
Sie wurde dann als jüngste schottische Spielerin auch für die EM-Endrunde nominiert, für die sich die Schottinnen erstmals qualifiziert hatten. Bei der 0:6-Auftaktniederlage gegen England wurde sie in der 63. Minute eingewechselt, konnte das Debakel aber auch nicht mehr verhindern. Im zweiten Spiel gegen Portugal, das ebenfalls erstmals teilnahm, wurde sie zehn Minuten früher eingewechselt und erzielte in der 68. Minute das erste EM-Endrundentor für die Schottinnen zum zwischenzeitlichen Ausgleich. Vier Minuten später konnten die Portugiesinnen aber erneut in Führung gehen und diese bis zum Ende halten. Trotz der beiden Niederlagen hatten sie noch die Chance durch einen Sieg mit zwei Toren Unterschied im letzten Spiel gegen Spanien das Viertelfinale zu erreichen wenn gleichzeitig England gegen Portugal gewann. Die Engländerinnen taten ihnen auch den Gefallen und ihre Mitspielerin Caroline Weir konnte auch mit dem zweiten Turniertor für die Schottinnen die Spanierinnen erstmals bezwingen, das eine Tor reichte aber nicht. Erin stand in diesem Spiel erstmals in der Startelf eines Pflichtspiels und spielte über 90 Minuten.
In der Qualifikation zur WM 2019 gehörte sie zu den sieben Schottinnen, die alle acht Spiele mitmachten. Mit vier Toren war sie zusammen mit Jane Ross beste Torschützin der Mannschaft. Die Schottinnen qualifizierten sich erstmals für die WM, wo sie wie bei der EM im ersten Spiel auf England trafen.
Am 15. Mai 2019 wurde sie für die WM nominiert. Bei der WM kam sie in den drei Gruppenspielen zum Einsatz. Nach 1:2-Niederlagen gegen England und Japan, führten die Schottinnen gegen Argentinien nach 69 Minuten mit 3:0, wobei sie das dritte Tor erzielt hatte. Danach mussten sie aber noch drei Gegentore hinnehmen, davon das entscheidende dritte Tor in der vierten Minute der Nachspielzeit durch einen nach Videobeweis wiederholten Strafstoß. Dadurch schieden die Schottinnen nach der Gruppenphase aus.
Bei der anschließenden misslungenen Qualifikation für die EM 2022 hatte sie sieben Einsätze und erzielte drei Tore. In den acht Gruppenspielen der Qualifikation für die WM 2023 wurde sie immer eingesetzt und erzielte vier Tore. Als Gruppenzweite qualifizierten sich die Schottinnen für die Play-offs, in denen sie letztlich an Irland scheiterten, das sich damit erstmals für die WM qualifizierte.

## Erfolge
- Schottische Meisterin 2015 und 2016
- Schottische Pokalsiegerin 2015
- Schottische Ligapokalsiegeroin 2015
- Englische Meisterin 2017 (FA WSL Spring Series), 2017/18, 2019/20 (nach Abbruch der Saison), 2020/21, 2021/22, 2022/23, 2023/24 und 2024/25
- Englische Pokalsiegerin 2017/18, 2020/21,  2021/22, 2022/23 und 2024/25
- WSL-Cupsiegerin 2019/20, 2020/21, 2024/25
- FA Community Shield: 2020